# Departament de Tarija
El departament de Tarija (en castellà i oficialment Departamento de Tarija) és una sotsdivisió administrativa de Bolívia, la més meridional del país.

## Províncies
Se sotsdivideix en sis províncies:
| Província         | Capital     | Províncies de Tarija |
| ----------------- | ----------- | -------------------- |
| Aniceto Arce      | Padcaya     | Províncies de Tarija |
| Burnet O'Connor   | Entre Ríos  | Províncies de Tarija |
| Cercado           | Tarija      | Províncies de Tarija |
| Eustaquio Méndez  | San Lorenzo | Províncies de Tarija |
| Gran Chaco        | Yacuiba     | Províncies de Tarija |
| José María Avilés | Uriondo     | Províncies de Tarija |